# Дюррёрсдорф-Диттерсбах
Дюррёрсдорф-Диттерсбах (нем. Dürrröhrsdorf-Dittersbach) — община в Германии, в земле Саксония. Подчиняется земельной дирекции Дрезден. Входит в состав района Саксонская Швейцария.  Население составляет 4415 человек (на 31 декабря 2010 года). Занимает площадь 43,52 км².